# Koningsral
De koningsral (Rallus elegans) is een vogel uit de familie van rallen (Rallidae).

## Kenmerken
Het verenkleed is overwegend bruinrood. De kin en borst zijn lichter van kleur. De lichtgrijze flanken hebben donkere, verticale strepen. De vogel heeft een lange snavel.

## Verspreiding en leefgebied
Deze soort komt voor in Noord- en Midden-Amerika en telt twee ondersoorten:
- R. e. elegans: oostelijk Canada en de noordoostelijke Verenigde Staten.
- R. e. ramsdeni: Cuba en Isla de la Juventud.

Rallus tenuirostris uit centraal Mexico werd vroeger als ondersoort van deze soort beschouwd. 

## Status
De grootte van de populatie is in 2020 geschat op 69 duizend volwassen vogels. Op de Rode lijst van de IUCN heeft deze soort de status gevoelig.